# Base aérea de Uranquinty
A Base aérea de Uranquinty foi uma base aérea da Real Força Aérea Australiana em Uranquinty, Nova Gales do Sul. A área onde foi criada foi adquirida pelo governo australiano como parte do Plano de Treino Aéreo da Comunidade Britânica durante a Segunda Guerra Mundial, para a formação da Escola de Treino de Voo de Serviço N.º 5 em Fevereiro de 1941. Até a base ser desactivada em 1945, 1515 pilotos graduaram-se nesta unidade. Com o final da guerra, a base foi encerrada em 1947. Em 1951, a RAAF voltou a Uranquinty, com a Escola de Treino de Voo Básico N.º 1 até 1958.